# Teatro Romano de Mogoncíaco

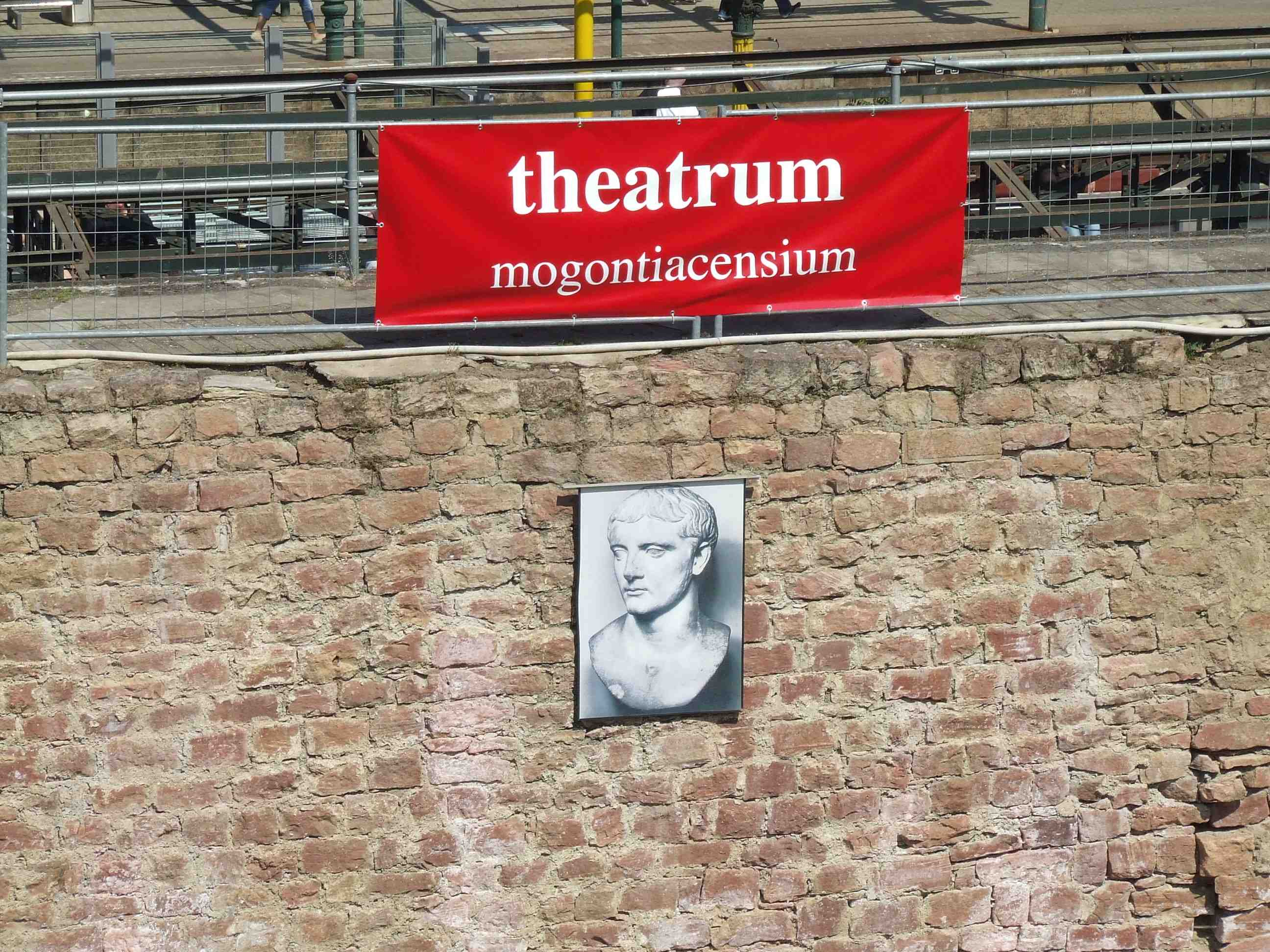
Teatro de Mogoncíaco

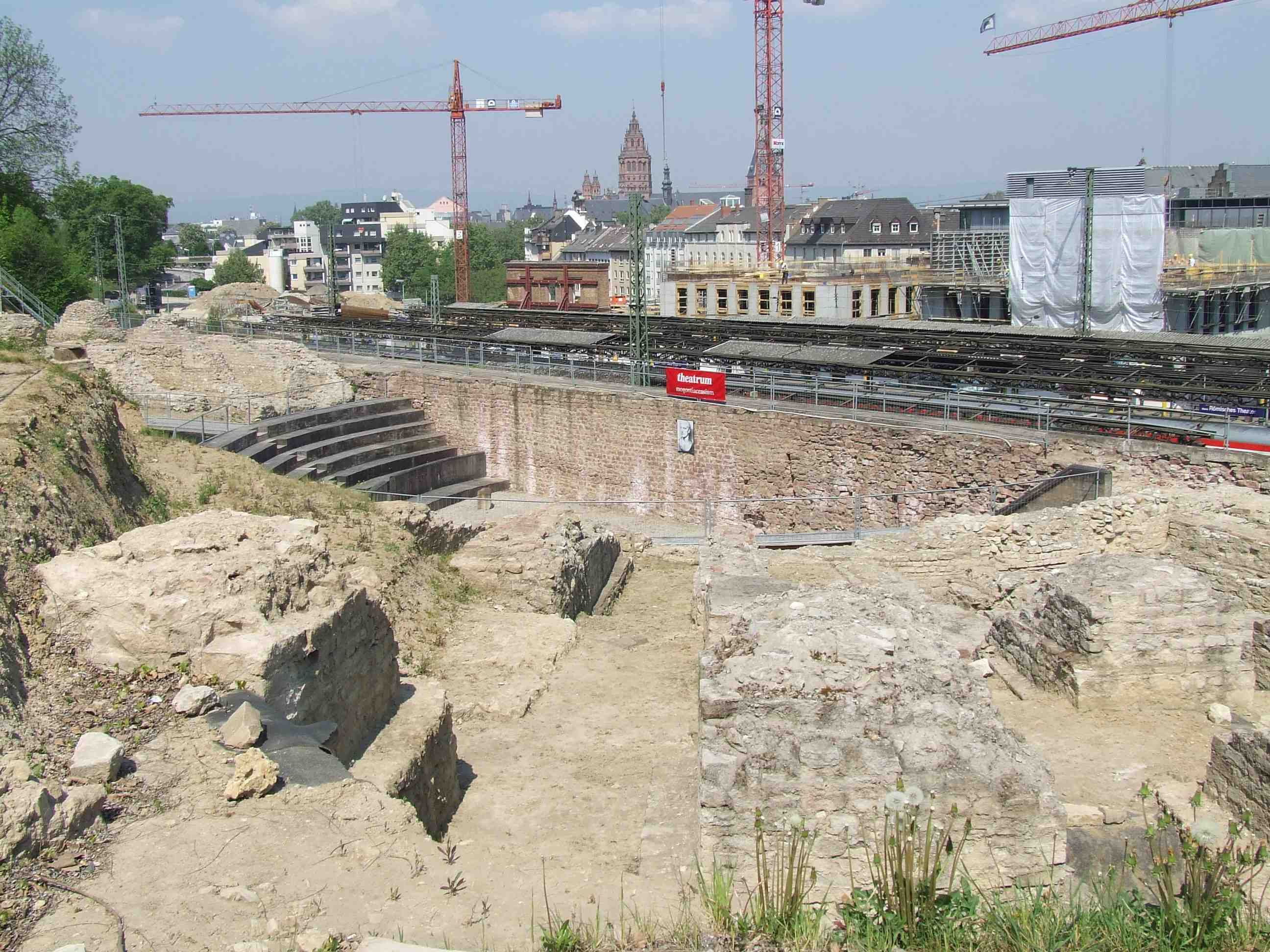
Escavação no final de abril de 2007, ao fundo a reconstrução do edifício da estação de trem

O Teatro Romano de Mogoncíaco (em alemão:  Römisches Theater) em Mainz (em latim: Mogontiacum) foi escavado na década de 1990. Está localizado em vizinhança direta do Bahnhof Mainz Römisches Theater. Com diâmetro de 116 m e palco de largura 42 m, foi o maior teatro romano ao norte dos Alpes. Tinha capacidade para receber 10 000 pessoas.